# Works Live
Works Live è un doppio CD dal vivo di Emerson, Lake & Palmer, gruppo di rock progressivo britannico, pubblicato nel 1993 dalla Atlantic Records e prodotto da Greg Lake.

## Descrizione
Buona parte dell'album è tratta dal concerto che il gruppo, accompagnato da un'orchestra, tenne allo Stadio Olimpico di Montréal il 26 agosto 1977; il resto proviene dalla tournée successiva del 1977-78, l'ultima intrapresa dal trio prima dello scioglimento. Sette delle quindici tracce costituivano già l'album In Concert (1979) del quale questo doppio CD rappresenta un'edizione estesa che l'ha sostituito di fatto nel catalogo ufficiale del gruppo in tutto il mondo fuorché in Giappone, dove ristampe in CD di entrambi gli album coesistono almeno fino al 2005.

## Tracce
CD 1
1. Introductory Fanfare (strumentale) – 0:51 (musica: Keith Emerson, Carl Palmer)
2. Peter Gunn (strumentale) – 3:34 (musica: Henry Mancini, arr. Emerson, Lake & Palmer)
3. Tiger in a Spotlight – 4:10 (Emerson, Greg Lake, Palmer, Peter Sinfield)
4. C'est la Vie – 4:14 (Lake, Sinfield)
5. Watching over You – 3:59 (Lake, Sinfield)
6. Maple Leaf Rag (strumentale) – 1:14 (musica: Scott Joplin, arr. Emerson)
7. The Enemy God Dances with the Black Spirits (strumentale) – 2:46 (musica: Sergej S. Prokof'ev, arr. Palmer)
8. Fanfare for the Common Man (strumentale) – 10:54 (musica: Aaron Copland, arr. Emerson, Lake & Palmer)
9. Knife Edge – 5:03 (Leoš Janáček, Emerson, Lake, Dick Fraser)
10. Show Me the Way to Go Home – 4:20 (James Campbell, Reginald Connelly)

CD 2
1. Abaddon's Bolero (strumentale) – 6:02 (musica: Emerson)
2. Pictures at an Exhibition – 15:40
3. Closer to Believing – 5:28 (Lake, Sinfield)
4. Piano Concerto No.1 Third Movement: Toccata con Fuoco (strumentale) – 6:40 (musica: Emerson)
5. Tank (strumentale) – 12:36 (musica: Emerson, Palmer)

## Formazione
Gruppo
- Keith Emerson – tastiere
- Greg Lake – basso, chitarra, voce
- Carl Palmer – batteria, percussioni

Orchestra *
- Godfrey Salmon ― direttore d'orchestra

- Peter Anderson
- Claire Bergman
- Paul Biro
- Chris Brown
- Pamela Buell
- Michael Campbell
- Dave Christopher
- Marshall Coid
- Sue Ellen Colgan
- Bruce Cramer
- Nestor Cybriwsky
- Wilfredo Deglans
- Joel Derouin
- Bruce Dukov (concertmaster)
- Scott J. Eddlemon
- Susan Eddlemon
- Joel Elias

- Susan Enger
- John Englund
- Mitchell Estrin
- Robert Fisher
- David Frost
- Robert Gerry
- Melody Goldstein
- Jonathan Haas
- Tony Harris
- Don Hermanns
- Valerie Heywood
- Lamar Jones
- Robert Karon
- William Keck
- Soye Kim
- John Knight
- Manuel Laureano

- Larry Lenske
- David Lord
- Susan Lynn
- Tim Malosh
- Paul Marnet
- Jean Martin
- Joseph Meyer
- Robert Moir
- Thalia Moore
- Katherine Mueller
- Deborah Newmark
- Elisa Nillson
- Mary O'Reilly
- Lanny Paykin
- James Ryon
- Ron Schneider
- Tom Sefcovic

- Greg Singer
- Stephani Stang
- Amy Teare
- James Wallenberg
- Roger Welch
- Robert Wendt
- Bruce Whitson

Coro *
- Diane Duguay
- Jacques Lareau
- Jeffrey Meyer
- Claudette Roy
- Yves Saint-Amant
- Marjorie Sparks

* Orchestra e coro sulle tracce 4, 7, 8 e 9 del CD1 e sull'intero CD2; crediti tratti dall'album In Concert

## Altri crediti
- Michael Leveillee – ingegnere del suono
- Neil Preston – fotografia interno copertina
- Francois Rivard – fotografia di copertina
- Bob Defrin – direttore artistico